# Cantón de Saint-Chamond-Sur
El cantón de Saint-Chamond-Sur era una división administrativa francesa, que estaba situada en el departamento de Loira y la región de Ródano-Alpes.

## Composición
El cantón estaba formado por una comuna, más una fracción de la comuna que le daba su nombre:
- La Valla-en-Gier
- Saint-Chamond (fracción)

## Supresión del cantón de Saint-Chamond-Sur
En aplicación del Decreto n.º 2014-260 de 26 de febrero de 2014, el cantón de Saint-Chamond-Sur fue suprimido el 22 de marzo de 2015 y sus 2 comunas pasaron a formar parte; una del nuevo cantón de Le Pilat y la fracción de comuna que le daba su nombre pasó a formar parte del nuevo cantón de Saint-Chamond.